# MAN Lion’s City
Az MAN Lion’s City alacsony padlós és alacsony belépésű autóbuszcsalád, melyet a német busz- és kamiongyártó MAN Truck & Bus (korábbi nevén MAN Nutzfahrzeuge) gyárt 1996 óta elsősorban európai piacra.
Csupán 2004 óta viseli a Lion’s City nevet, amikor több különálló típust egy típuscsalád alatt egyesítettek, és ugyanekkor a család összes tagja egy arculatfrissítésen esett át. Az első városközi NÜ xx3 autóbuszt 1996-ban mutatták be, amit 1997-ben követett az első városi NL xx3. A modellek ekkor még a motor teljesítménye alapján kapták meg a jelzésüket, így egy 310 lóerős motorral felszerelt városközi autóbusz az NÜ 313-as jelzést kapta. Gyártásuk elsősorban a lengyelországi Starachowicében és Sadyban zajlik, de alacsonyabb mennyiségben németországi és törökországi gyárakban is.
A buszokat elsősorban 6 hengeres turbófeltöltős motorral szerelik fel, mely a dízel mellett sűrített földgáz és autógáz meghajtásokkal is működik.  Ezek mellett környezetbarátabb hidrogén és dízel-elektromos hibrid meghajtás is elérhető a buszhoz. Az utóbbi, a Lion’s City Hybrid a beszerelt szuperkondenzátorral és a két darab 67 kilowattos elektromos motorral 30%-kal kevesebb üzemanyagon használnak, mint a dízel buszok.
Az utolsó generációs Neoplan Centrolinernek már a Lion’s City adta az alapját, ami azért lehetséges, mert a Neoplan 2001 óta az MAN-hez tartozik.

## Története
A Lion’s City kezdetben az alacsony padlós NL, NÜ és NG széria 3. generációjának marketing neve volt. 2004 szeptemberében a család egy arculatfrissítésen esett át, és ezzel együtt mind megkapta a Lion’s City modellnevet. Az új Lion’s család ekkor a Lion’s Cityn kívül még a Lion’s Regióból és a Lion’s Coachból állt, majd 2015-ben csatlakozott a Lion’s Intercity is.
2017 júliusában a Lion’s City és a Lion’s City G új generációjával új dizájnt kaptak a buszok.

## Variációk
A zárójelben lévő kódok az MAN belső kódjai, melyek azonosítják a változatok technikai jellemzőit, mint például a jármű hosszúságát, a tengelytávot, a tengelyek számát, a padló magasságát, a busz szélességét, a motor elhelyezkedését, stb. Ezek a kódok lehetnek típusonként egyediek, több típus megkaphat egyet, illetve időről időre meg is változhatnak. Ezeket a technikai kódokat helytelenül a típus megadásánál is szokták használni. A technikai jellemzők kódja megtalálható a buszok alvázszámában (pl. WMAA21…) és a sorozatszámban (pl. A210012).

### Gyártásban
Városi (alacsony padlós)
- Lion’s City 12 (A21), 1997 és 2004 között NL xx3, 2004 és 2018 között Lion’s City – 12 méteres busz[6][7]

- fekvő motorral 2002 óta (A37)
- Lion’s City 12 E – elektromos autóbusz
- Lion’s City 12 G – földgázüzemű autóbusz

- Lion’s City C (A26, 2013 óta A36) – 13,7 méteres háromtengelyes autóbusz
- Lion’s City L (A26), 1998 és 2004 között NL xx3, 2004 és 2009 között Lion’s City LL – 14,7 méteres háromtengelyes autóbusz[6]
- Lion’s City 18 (A23), 1998 és 2004 között NG xx3, 2004 és 2018 között Lion’s City G – 18 méteres csuklós busz[6][7]

- Lion’s City 18 G – földgázüzemű autóbusz

- Lion’s City GL (A23, 2011 óta A40) – 18,75 méteres csuklós busz
- Lion’s City M – 10,5 méteres midibusz

- 2,38 méter széles (A35)
- 2,5 méter széles (A40)

Városi (alacsony belépésű)
- Lion’s City LE (A76), 2003 és 2004 között EL xx3, 2004 és 2008 között Lion’s City T – 12 méteres autóbusz[6]

- sűrített földgáz meghajtással (A21)
- alvázas változat Dél-Afrika számára (A84)

- Lion’s City C LE (A26, 2013 óta A45) – 13,7 méteres háromtengelyes autóbusz
- Lion’s City L LE (A26, 2012 óta A44) – 14,7 méteres háromtengelyes autóbusz
- Lion’s City G LE (A42) – 18 méteres csuklós busz
- Lion’s City GL LE (A49) – 18,75 méteres csuklós busz

Helyközi (alacsony padlós)
- Lion’s City Ü (A20), 1996 és 2004 között NÜ xx3 – 12 méteres autóbusz

Helyközi (alacsony belépésű)
- Lion’s City LE Ü (A78), 2003 és 2004 között EL xx3, 2004 és 2008 között Lion’s City TÜ – 12 méteres autóbusz[6]

### Befejezett
Városi (alacsony padlós)
- Lion’s City Hybrid (A37) – 12 méteres dízel-elektromos hibrid autóbusz
- Lion’s City DD (A39) – 13,73 méteres emeletes autóbusz
- Lion’s City GXL (A43) – 20,45 méteres négy tengelyes csuklós busz
- Lion’s City M (A22/A66/A76), 2005 ig NM xx3 és EM xx3 – alvázas midibusz[6]

Helyközi (alacsony padlós)
- Lion’s City ÜLL (A25), 1998 és 2004 között NÜ xx3 – 14,7 méteres háromtengelyes autóbusz[6]

### Alvázas változatok
AZ MAN buszok mellett alvázakat is értékesít más járműgyárak számára. A legtöbb karosszériagyártó saját felépítményét karosszálja az alvázra, de akadnak olyanok, akik a Lion’s City licencét megvásárolva az MAN piacán kívülre is gyárt ilyen buszokat. Ilyen például az East Lancashire Coachbuilders, amely a szigetország számára gyárt Lion’s Cityhez hasonlító buszokat East Lancs Kinetec néven.
- ND xx3 F (A34/A48/A95) – alváz emeletes buszok számára
- NG xx3 F (A24) – alváz csuklós buszok számára[6]
- NL xx3 F (A22) – alváz szóló buszok számára[6]
- NM xx3 F (A35) – alváz midibuszok számára[6]

## Típusjelölés
A típusjelölést 2004 előtti típusoknál használták, mielőtt bevezették a modellneveket. A típusjelölést még ma is használják a busz adattábláján, de már csak belső használatra.
Padlómagasság
- N: alacsony padlós (németül: niederflur)
- E: alacsony belépésű

Kivitel
- D: emeletes busz (németül: doppeldeckerbus)
- G: csuklós busz (németül: gelenkbus)
- L: szóló busz (németül: linienbus)
- M: midibusz
- Ü: helyközi busz (németül: überlandbus)

Teljesítmény
- xx: a motor lóerőben mért teljesítményének első két számjegye

Egyéb megjegyzések
- F: buszalváz (németül: fahrgestell)

## Magyarországon

### Budapest
2014. április 26-ától több ütemben vette át a Volánbusz az agglomerációs járatok üzemeltetését, az első MAN Lion’s City buszok a solymári, pilisborosjenői és nagykovácsi járatokon álltak forgalomba május 11-én.
2016. november 1-jétől a Nemzeti Fejlesztési Minisztérium rendeli meg a szolgáltatást a Volánbusztól, a BKK felügyelete alatt csak a forgalomirányítás és az utastájékoztatás maradt.
Az összesen 106 darab busz az alábbi vonalakon közlekedik:
| Település                          | Buszjáratok                                                                |
| ---------------------------------- | -------------------------------------------------------------------------- |
| Budakeszi                          | 22, 22A, 188, 188E, 222 922                                                |
| Budaörs                            | 40, 40B, 40E, 88, 88A, 140, 140A, 140B, 188, 188E, 240, 287 940, 972, 972B |
| Törökbálint                        | 88, 88A, 140, 140B, 172, 173, 272 972, 972B                                |
| Gyál                               | 55 994                                                                     |
| Solymár                            | 64, 64A, 164, 264 964                                                      |
| Remeteszőlős-Nagykovácsi           | 63 963                                                                     |
| Diósd                              | 13, 13A, 88, 113, 113A*                                                    |
| Pilisborosjenő-Solymár             | 218                                                                        |
| Szigetszentmiklós                  | 278, 279, 279B, 280, 280B                                                  |
| Budakalász-Pomáz-Szentendre        | 943                                                                        |
| Kistarcsa-Kerepes-Mogyoród-Gödöllő | 992                                                                        |

*Nem érinti Diósd területét, de a Volánbusz üzemelteti a 13-as családdal közös forgalmi számok miatt.
2015-ben további 82 darab A21-es áll forgalomba Budapest déli városrészeiben, az ArrivaBus üzemeltetésében, majd 2017 júniusától újabb 50 autóbuszt állítottak forgalomba.
2020-ban újabb 24 darab autóbusz áll forgalomba.
Az eddig forgalomba állított buszok jelenleg (2023. március) az alábbi viszonylatokon közlekednek:
| Buszjáratok |
| --- |
| 33, 33A, 35, 36, 53, 58, 71, 101E, 101B, 114, 138, 141, 148, 150, 152, 153, 154, 159, 179, 182, 182A, 184, 194, 194B, 213, 214, 250, 250B, 282E, 284E 941, 979, 979A |

2022. november 21-én 164 darab MAN Lion’s City 12 CNG autóbusz állt forgalomba a budapesti agglomerációban.
2023-ban, három ütemben, az ArrivaBus új generációs MAN Lion's Citykkel (12 és 18) váltotta a 2013-ban forgalomba állított Mercedes-Benz Citaro C2-eseket az észak-pesti régióban. Összesen 162, 81 szóló és 81 csuklós autóbusz érkezett, melyek mindegyike a Bogáncs utcából kerül forgalomba. Az új autóbuszok az alábbi vonalakon közlekednek:
- szóló: 25, 96, 104, 104A, 120, 121, 122E, 124, 125, 125B, 126, 126A, 131, 134, 147, 170, 175, 204, 220, 225, 231, 231B, 296, 296A, 930
- csuklós: 8E, 20E, 30, 30A, 31, 44, 100E, 104A, 196, 196A, 230, 907, 914A, 950, 950A, 973

Közlekedett a fővárosban 11 darab Oslóból vásárolt MAN Lion’s City GL autóbusz is, azonban ezeket 2022-ben kivonták a forgalomból.

### Volánbusz
2017. április 19-étől a Volánbusz egyes járatain külföldről beszerzett használt MAN Lion’s City LE-k jelentek meg a Partiscum Busz Kft. üzemeltetésében. Ezek mellé 2018-ban használt Lion’s City TÜ autóbuszokat állított forgalomba a Volánbusz, hogy több alvállalkozásba kiadott vonalat visszavegyen.
2021-ben 204 darab MAN Lion’s City G autóbusz állt forgalomba az országban.

### Miskolc

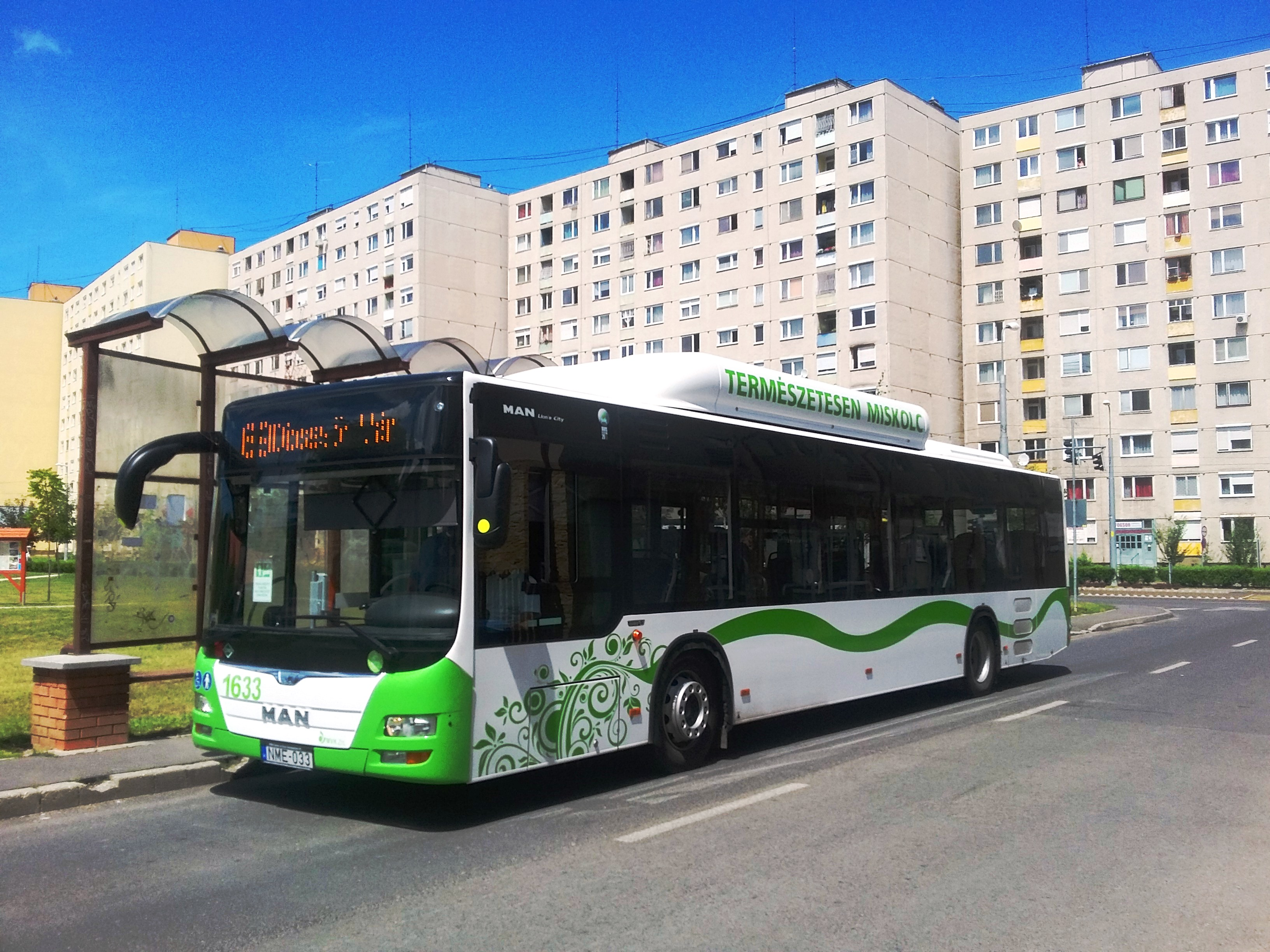
Lion’s City CNG Miskolcon

2015-ben Miskolc a Nemzeti Fejlesztési Minisztérium támogatásával 75 darab sűrített földgáz üzemű buszra és azokhoz CNG töltőállomás kiépítésére pályázott. A pályázatot a német MAN nyerte, így 40 darab Lion’s Cityt és 35 darab Lion’s City GL-t szállíthatott le a Miskolc Városi Közlekedési Zrt. számára. Az első buszok 2016 márciusában álltak forgalomba.

### Kaposvár
Miskolc mellett 2015-ben a Kaposvári Közlekedési Zrt. is európai uniós pályázatot nyújtott be 40 darab CNG buszra és hozzá CNG kútoszlopokra, amit itt is az MAN nyert meg, és még 2015 novemberében leszállította a 25 darab Lion’s Cityt és a 15 darab Lion’s City GL-t, amivel a kaposvári vállalat teljesen le is tudta cserélni az járműállományát. A buszok forgalomba állása után az üzemeltető híres kaposváriak arcképét és rövid életrajzát kezdte el elhelyezni a járműveken.

### Nyíregyháza
Miskolc és Kaposvár után 2015 októberében Nyíregyháza is tendert írt ki 41 darab sűrített földgáz üzemű buszra és a hozzá kapcsolódó infrastruktúra kiépítésére, amit 2016 májusában megnyert az MAN, és novemberben le is szállította a 36 darab Lion’s Cityt és az 5 darab Lion’s City GL-t a tiszaújvárosi MAN-telepre, de az üzemeltetői problémák miatt nem állhatott forgalomba, mivel Miskolccal és Kaposvárral ellentétben Nyíregyházán nem önkormányzati cég, hanem az állami MÁV Személyszállítási Zrt. üzemelteti az autóbusz-közlekedést. A buszok végül 2018 februárjában álltak forgalomba az ÉMKK (ma MÁV Személyszállítási Zrt.) állományában.

### Tatabánya
Tatabányán 2018-ban 15 darab MAN Lion’s City GL autóbusz állt forgalomba a T-Busz üzemeltetésében.

### Veszprém
Veszprém új szolgáltatója, a V-Busz 2019. január 1-jén használt autóbuszokkal, köztük öt Lion’s Cityvel vette át a város helyi járatának üzemeltetését.
2022-ben vadonatúj MAN Lion’s City buszokkal cserélődött le a veszprémi flotta, amelyből 28 db dízel szóló, 14 db dízel csuklós, és 5 db elektromos szóló kivitelű. A dízel buszok az MAN EfficientHybrid moduljával vannak kiegészítve. 2024-ben további 1 db szóló, illetve 1 db csuklós elektromos autóbusz állt forgalomba a városban, melyek korábban teszt- és bemutatóbuszok voltak.

## Fordítás
- Ez a szócikk részben vagy egészben  a   MAN Lion's City című angol Wikipédia-szócikk fordításán alapul.  Az eredeti cikk szerkesztőit annak laptörténete sorolja fel. Ez a jelzés csupán a megfogalmazás eredetét és a szerzői jogokat jelzi, nem szolgál a cikkben szereplő információk forrásmegjelöléseként.